# TT180
TT180 (Theban Tomb 180) è la sigla che identifica una delle Tombe dei Nobili ubicate nell’area della cosiddetta Necropoli Tebana, sulla sponda occidentale del Nilo dinanzi alla città di Luxor, in Egitto. Destinata a sepolture di nobili e funzionari connessi alle case regnanti, specie del Nuovo Regno, l'area venne sfruttata, come necropoli, fin dall'Antico Regno e, successivamente, sino al periodo Saitico (con la XXVI dinastia) e Tolemaico.

## Titolare
TT180 era la tomba di:
| Titolare    | Titolo   | Necropoli       | Dinastia/Periodo | Note                    |
| ----------- | -------- | --------------- | ---------------- | ----------------------- |
| sconosciuto | non noto | Dra Abu el-Naga | XIX dinastia     | accessibile dalla TT179 |

## Biografia
Nessuna notizia ricavabile.

## La tomba
Alla TT180 si accede attraverso la TT179; si tratta di un unico locale (solo abbozzato), di forma irregolare che presenta di una nicchia per statue, non ultimata, contenente le statue non iscritte del defunto e della moglie.

### Annotazioni
1. ↑  La prima numerazione delle tombe, dalla numero 1 alla 253, risale al 1913 con l’edizione del "Topographical Catalogue of the Private Tombs of Thebes" di Alan Gardiner e Arthur Weigall. Le tombe erano numerate in ordine di scoperta e non geografico; ugualmente in ordine cronologico di scoperta sono le tombe dalla 253 in poi.
2. ↑  I campi della Duat, ovvero l'aldilà egizio, si trovavano, secondo le credenze, proprio sulla riva occidentale del grande fiume.
3. ↑  Nella sua epoca di utilizzo, l'area era nota come "Quella di fronte al suo Signore" (con riferimento alla riva orientale, dove si trovavano le strutture dei Palazzi di residenza dei re e i templi dei principali dei) o, più semplicemente, "Occidente di Tebe".
4. ↑  le Tombe dei Nobili, benché raggruppate in un'unica area, sono di fatto distribuite su più necropoli distinte.
5. ↑  Le note, sovente di inquadramento topografico della tomba, sono tratte dal "Topographical Catalogue" di Gardiner e Weigall, ed. 1913 e fanno perciò riferimento alla situazione dell'epoca.
6. ↑  È molto verosimile che la TT180 fosse, ab origine, una sala prevista per la TT179, poi usata come tomba autonoma.
7. ↑  Data l'ipotesi che potesse, in origine, essere stata predisposta come ampliamento della TT179, non è escluso che possa trattarsi, di fatto, di statue di Nebamon e Setnefert.

### Fonti
1. ↑  Gardiner e Weigall 1913.
2. ↑  Donadoni 1999,  p. 115.
3. 1 2  Porter e Moss 1927,  p. 279.
4. ↑  Gardiner e Weigall 1913, pp. 32-33.
5. ↑  Gardiner e Weigall 1913, p. 31.
6. ↑  Porter e Moss 1927,  p. 278.
7. ↑  Porter e Moss 1927,  p. 286.